# Сборная Афганистана по регби-7
Сборная Афганистана по регби-7 — национальная спортивная сборная, представляющая Афганистан в матчах по регби-7. Управляется Регбийным союзом Афганистана.

## История
Развитие регби в Афганистане началось в 2010 году впервые после долго затишья, вызванного политической нестабильностью в стране. В 2016 году афганцы приняли участие в турнире для развивающихся стран, прошедшем в ОАЭ в Аль-Айне. Полноценным дебютным турниром для афганцев в регби-7 стали Азиатские игры 2018 года. Команда для участия в турнире была собрана из представителей афганских эмигрантов и беженцев; на групповом этапе заняла 3-е место, обыграв только сборную ОАЭ, в утешительном турнире за 9-12-е места обыграла все три команды и стала 9-й. Участница розыгрыша Трофи Азиатской серии 2019 года (чемпионата Азии), заняла в турнире из 11 команд 7-е место, победив Бангладеш.

## Выступления

### Летние Олимпийские игры
| 2016  | не участвовала | не участвовала | не участвовала | не участвовала | не участвовала | не участвовала |
| 2020  | не участвовала | не участвовала | не участвовала | не участвовала | не участвовала | не участвовала |
| 2024  | не участвовала | не участвовала | не участвовала | не участвовала | не участвовала | не участвовала |
| Итого | 0 участий      | 0/0            | -              | -              | -              | -              |

### Азиатские игры
| 2018  | Групповой этап | 9-е место | 3 | 1 | 2 | 0 |
| Итого | Групповой этап | 1/6       | 3 | 1 | 2 | 0 |

## Состав
Заявка на Азиатские игры 2018 (30 и 31 августа).
- Омар Слаиманхель
- Джавид Рахмани
- Абдул Бари Газанг
- Ахмад Сайеар Слаиманхель
- Саидулла Слаиманхель
- Мухаммед Ашгар Азизи
- Мухаммед Муса Хашими
- Мусса Вардак
- Ахмада Закир Слаиманхель
- Сабир Слаиманхель
- Наиб Шах Ширзад
- Мустафа Саид